# Prosimulium fontanum
Prosimulium fontanum is een muggensoort uit de familie van de kriebelmuggen (Simuliidae). De wetenschappelijke naam van de soort is voor het eerst geldig gepubliceerd in 1958 door Stone and Davies.